# 13 de octubre
El 13 de octubre es el 286.º (ducentésimo octogésimo sexto) día del año —el 287.º (ducentésimo octagésimo séptimo) en los años bisiestos— en el calendario gregoriano. Quedan 79 días para finalizar el año.

## Acontecimientos
- 54: en Roma, Nerón (de 16 años de edad) es proclamado emperador, el mismo día que moría envenenado el emperador Claudio.
- 824: en Brañosera (España) el conde Nunio Núñez entiende la necesidad de organizar la repoblación que, amparada en la presura, es inestable e ineficaz para garantizar el avance. Así, llama hombres libres a sus súbditos, dotándoles de derechos mediante la Carta puebla.
- 1307 (viernes): en Francia los Caballeros Templarios, son entregados a traición a la Inquisición católica, y arrestados simultáneamente esa misma noche. Siete años más tarde, el 18 de marzo de 1314, se pondría fin a la Orden con la ejecución de su gran maestre, Jacques de Molay.
- 1397: en Zaragoza (España), el rey Martín I de Aragón (Martín el Humano) jura los fueros establecidos por su padre Pedro el Ceremonioso, y dos años después (el 13 de abril de 1399) es coronado en esa ciudad.
- 1582: en España, Italia, Polonia y Portugal, se saltea este día ―entre el jueves 4 de octubre de 1582 y el viernes 15 de octubre― debido a la implementación del calendario gregoriano.
- 1775: se funda el Ejército de los Estados Unidos.
- 1780: en las islas Antillas (mar Caribe) es el cuarto día del Gran Huracán de 1780, el primer huracán con mayor número de víctimas mortales de los que se tienen datos (22 000 muertes directas, 27 000 muertes totales). Durará hasta el 16 de octubre.
- 1792: en Washington (Estados Unidos) comienzan las obras de la Casa Blanca, residencia de los presidentes.
- 1830: en México, el Congreso General separa al estado Interno de Occidente en dos estados, el estado de Sonora y el estado de Sinaloa.
- 1843: en España, la reina Isabel II establece por decreto la bandera nacional, con los colores amarillo y rojo de la enseña de guerra de la Armada.
- 1854: en la ciudad de Valparaíso (Chile) se funda la 3.ª Compañía de Bomberos «Bomba Cousiño y Agustín Edwards».
- 1856: en Masaya (Nicaragua), termina la Primera Batalla de Masaya con la retirada de las tropas del filibustero estadounidense William Walker de dicha ciudad ocupada por el Ejército Aliado Centroamericano, dirigido por el general salvadoreño Ramón Belloso, dos días después de empezar el ataque de Walker.
- 1877: se funda el municipio de Ecatepec de Morelos.
- 1879: Johann Palisa descubre el asteroide Martha (205).
- 1909: en Barcelona, Francisco Ferrer Guardia es fusilado por ser el supuesto instigador de los tumultos de la Semana Trágica.
- 1910: llega a Cuba el Ciclón de los Cinco Días. Mata a unas setecientas personas. En La Habana rompe el malecón. Se considera una de las peores catástrofes naturales en la Historia cubana.[1] Fue muy polémico, porque el Servicio Meteorológico de los Estados Unidos afirmaba que eran dos ciclones separados, mientras que el meteorólogo cubano José Carlos Millás Hernández (1889-1965) decía que era solo uno, lo cual pudo demostrar tomando las observaciones realizadas por varios buques. A este tipo de lazo se le llamó «recurva de Millás».[2]
- 1917: en Fátima (Portugal), ante 70.000 testigos, los pastorcitos Jacinta Marto, Francisco Marto y Lucía dos Santos afirman que pueden ver a la Virgen de Fátima y oír sus palabras. Los testigos oculares, aunque no pueden ver a la Virgen, son partícipes del «milagro del Sol».
- 1930: en el aeródromo de Ciampino, el helicóptero D'AT3 ―diseñado por Corradino D'Ascanio― realiza su primer vuelo.
- 1934: En el contexto de la Revolución de Asturias, Oviedo es totalmente ocupada por las tropas gubernamentales[3]. Los obreros se retirarían a las cuencas mineras, donde formarían el tercer y último Comité Revolucionario Provincial.
- 1943: en el marco de la Segunda Guerra Mundial, el nuevo gobierno de Italia se une a los aliados y declara la guerra a Alemania.
- 1945: Argentina día de la lealtad peronista.
- 1959: Estados Unidos lanza el satélite Explorer VII.
- 1961: en Sancti Spíritus (Cuba), la banda de El Artillero (Idael Rodríguez Lasval) ―en el marco de los ataques terroristas organizados por la CIA estadounidense, bajo las órdenes del presidente John Fitzgerald Kennedy― asesinan al miliciano Pipe Ramírez.[4]
- 1972: en los Andes se estrella el avión que trasporta a un equipo de rugby uruguayo.
- 1982: el diplomático mexicano Alfonso García Robles recibe el premio Nobel de la Paz por haber impulsado la proscripción de las armas nucleares en Latinoamérica.
- 1983: entra en funcionamiento el primer sistema de telefonía celular, AMPS.
- 1987: el costarricense Óscar Arias recibe el premio Nobel de la Paz por su habilidad política de negociación para la firma de los Acuerdos de Esquipulas con base a las iniciativas del Grupo Contadora (1983 a 1985) y el "Proceso de Esquipulas" promovido por Vinicio Cerezo.
- 1990: Lyudmila Karachkina y Gregor Kastel descubren el asteroide Sikorsky (10090).
- 2005: en Estados Unidos se lanza de la distribución Linux Ubuntu 5.10, The Breezy Badger.
- 2006: Muhammad Yunus y el Banco Grameen reciben el Premio Nobel de la Paz por el desarrollo e implementación de los microcréditos.
- 2010: en la mina San José, cerca de Copiapó (Chile) finaliza con éxito el rescate de los treinta y tres mineros atrapados desde sesenta y nueve días antes.
- 2018: en San Pedro Sula (Honduras), inicia una caravana de migrantes hacia Estados Unidos, con más de cinco mil personas en su mayoría hondureños.
- 2022: Marcelo Gallardo anuncia su retiro del Club Atlético River Plate luego de ocho años como entrenador.

## Nacimientos
- 1161: Leonor Plantagenet, reina consorte de Castilla (f. 1214).
- 1453: Eduardo de Westminster, príncipe galés (f. 1471).
- 1474: Mariotto Albertinelli, pintor italiano (f. 1515).
- 1759: Francisco Eduardo Tresguerras, arquitecto, pintor y grabador mexicano (f. 1833).
- 1789: Manuel Eduardo de Gorostiza, dramaturgo, periodista y diplomático hispanomexicano (f. 1851).
- 1792: Moritz Hauptmann, compositor, profesor y teórico musical alemán (f. 1868).

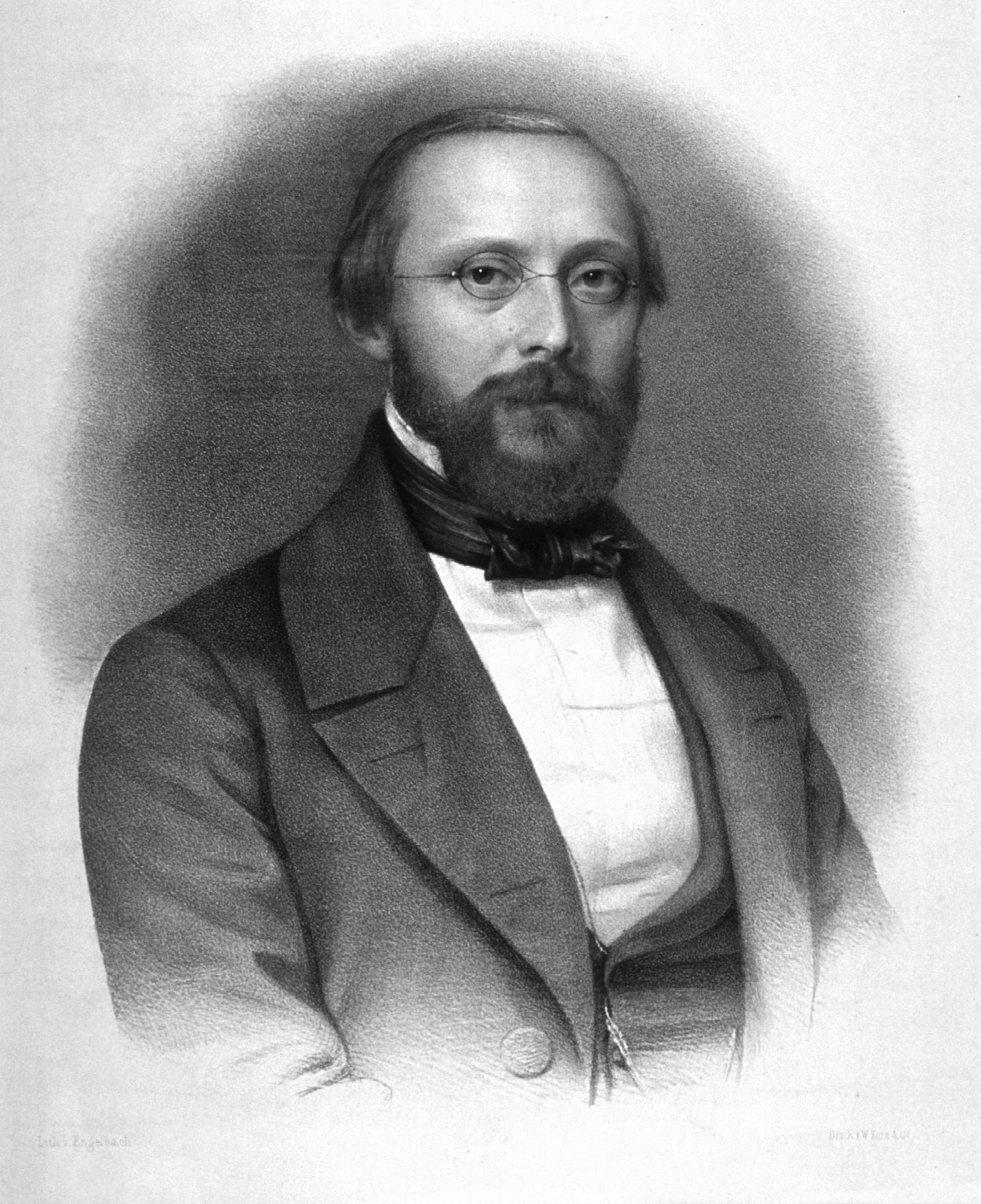
Rudolf Virchow

- 1821: Rudolf Virchow, médico y político alemán (f. 1902).
- 1825: Charles Frederick Worth, diseñador de modas británico (f. 1895).
- 1827: Giuseppe Fanelli, revolucionario y anarquista italiano (f. 1877).
- 1835: Alphonse Milne-Edwards, ornitólogo francés y carcinólogo (f. 1900).
- 1839: Eduardo Liceaga, médico mexicano (f. 1920).
- 1858: Cleto González Víquez, político costarricense (f. 1937).

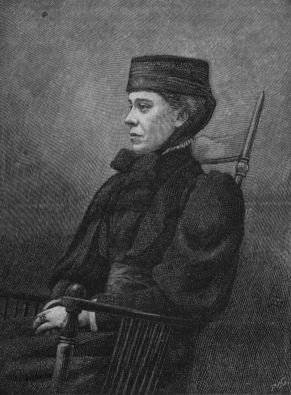
Mary Kingsley

- 1862: Mary Kingsley, exploradora británica (f. 1900).
- 1872: Víctor Manuel Román y Reyes, político nicaragüense (f. 1950).
- 1883: José María Albiñana, médico, escritor y político español (f. 1936).
- 1889: José Maza Fernández, abogado y político chileno (f. 1964).
- 1897: Eduardo Blanco Fernández, político español (f. 1997).
- 1897: Darío Echandía, jurista, filósofo y político colombiano (f. 1989).
- 1904: Graciela Rincón Calcaño, poetisa, narradora, articulista y autora dramática venezolana (f. 1980).
- 1907: Yves Allégret, cineasta francés (f. 1987).
- 1907: Bobby Gurney, futbolista británico (f. 1994).
- 1908: Tania, cantante argentina de tangos (f. 1999).
- 1909: Art Tatum, pianista estadounidense de jazz (f. 1956).
- 1915: Cornel Wilde, actor estadounidense (f. 1989).
- 1917: Hugo Lindo, poeta salvadoreño (f. 1985).
- 1918: Robert Hudson Walker, actor estadounidense (f. 1951).
- 1919: Delia Garcés, actriz argentina (f. 2001).
- 1920: Laraine Day, actriz estadounidense (f. 2007).
- 1921: Yves Montand, actor y cantante francés (f. 1991).
- 1921:  Anna Nikandrova, militar soviética (f. 1944).
- 1921: Bernabé Ordaz, médico y político cubano (f. 2006).
- 1923: John Champion, productor de cine y guionista estadounidense (f. 1994).
- 1923: Faas Wilkes, futbolista neerlandés (f. 2006).
- 1924: Roberto Eduardo Viola (69), general, dictador («presidente de facto» entre 1978 y 1981), delincuente común y criminal argentino (n. 1924), condenado a 17 años de prisión como autor de 86 secuestros, 11 actos de tortura y 3 robos.

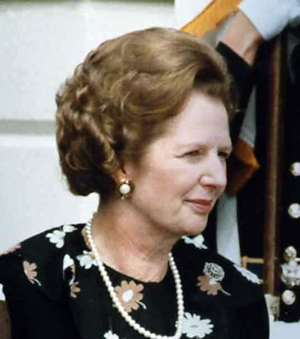
Margaret Thatcher

- 1925: Lenny Bruce, comediante estadounidense (f. 1966).
- 1925: Carlos Robles Piquer, político español (f. 2018).
- 1925: Margaret Thatcher, política británica (f. 2013).
- 1926: Killer Kowalski (Wladek Kowalski), luchador profesional canadiense (f. 2008).
- 1927: Lee Konitz, saxofonista de jazz estadounidense (f. 2020).
- 1929: Walasse Ting, pintor chino-estadounidense (f. 2010).
- 1931: Raymond Kopa, futbolista francés (f. 2017).
- 1932: Jack Colvin, actor estadounidense (f. 2005).
- 1932: Dušan Makavejev, cineasta serbio (f. 2019).

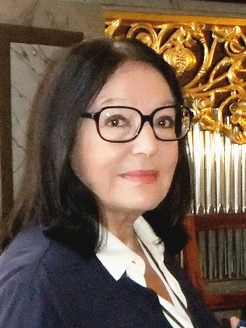
Nana Mouskouri

- 1934: Nana Mouskouri, cantante griega.
- 1936: Christine Nöstlinger, escritora austriaca (f. 2018).
- 1938: Mario Grasso, documentalista y cineasta argentino (f. 1999).
- 1939: Melinda Dillon, actriz estadounidense (f. 2023).
- 1939: Eduardo Jozami, activista de los derechos humanos, periodista y escritor argentino (f. 2024).
- 1940: Pharoah Sanders, saxofonista estadounidense (f. 2022).

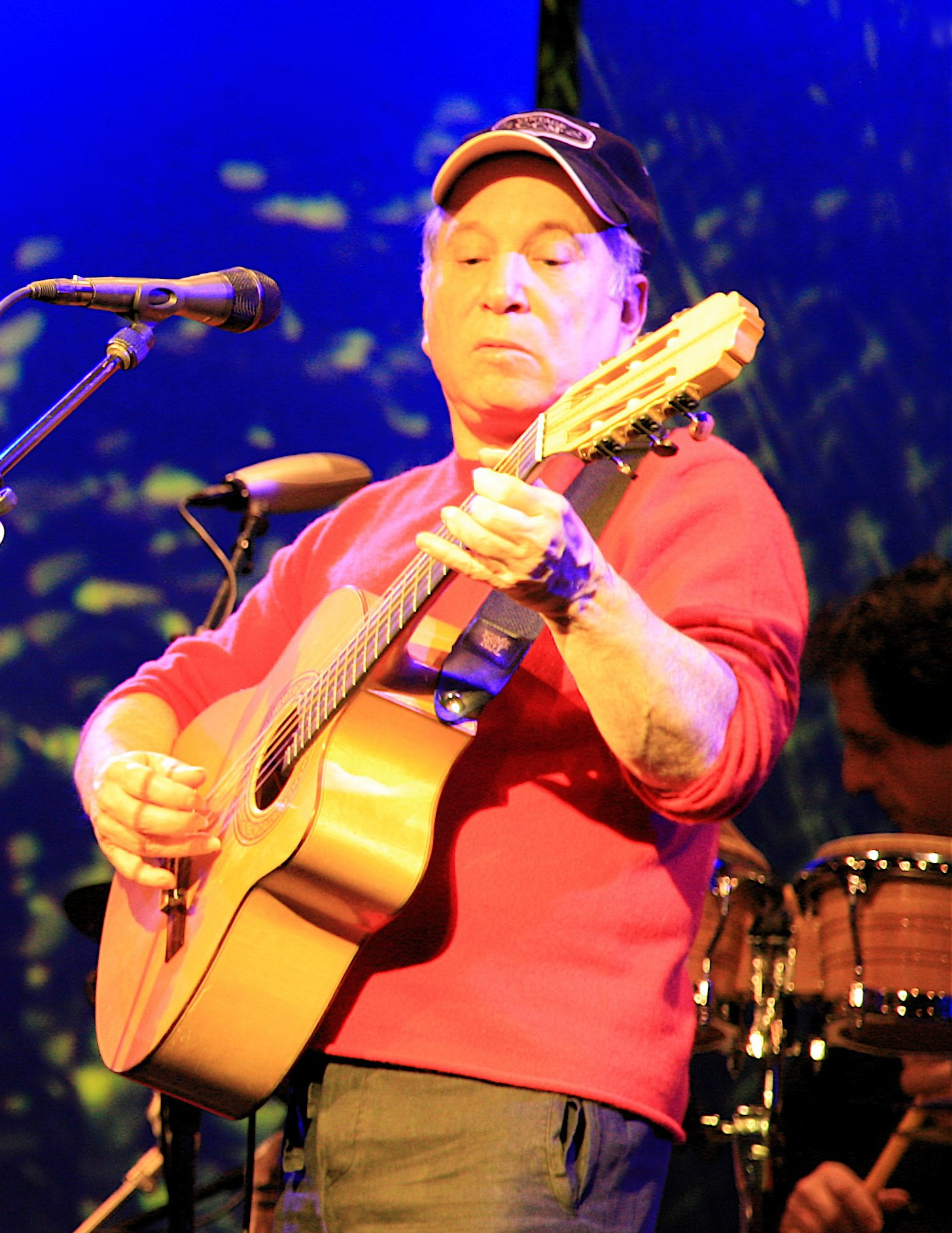
Paul Simon

- 1941: Paul Simon, cantante, músico y compositor estadounidense, del dúo Simón and Garfunkel.
- 1942: Neil Aspinall, road mánager y asistente personal de los Beatles.
- 1943: María Angélica Cristi, socióloga y política chilena.
- 1944: Enrique Arancibia Clavel, espía chileno (f. 2011).
- 1944: Robert Lamm, músico estadounidense, de la banda Chicago.
- 1945: Guillermo Perry Rubio, economista y político colombiano (f. 2019).
- 1945: Dési Bouterse, político y dictador surinamés.
- 1946: Diego Galán, crítico y cineasta español (f. 2019).
- 1947: Sammy Hagar, músico estadounidense, de la banda Van Halen.
- 1948: Nusrat Fateh Ali Khan, cantante pakistaní.
- 1948: Alan Bray, historiador y activista gay británico (f. 2001).
- 1949: Susana Lesgart, guerrillera montonera argentina (f. 1972).
- 1949: Sylvia Pasquel, actriz mexicana.
- 1949: Phú Quang, compositor vietnamita (f. 2021).
- 1950: Pertur (Eduardo Moreno Bergaretxe), político español y miembro de ETA.
- 1950: Teresa Riera, política y científica española.
- 1951: Phinij Jarusombat, político tailandés.
- 1951: Carlos Cruz Lorenzen, político chileno.
- 1952: José Luis Olivas, político español.
- 1953: Francisco Eduardo Cervantes Merino, obispo mexicano.
- 1954: Haitham bin Tariq Al Said, sultán de Omán desde 2020.
- 1954: Mordejái Vanunu, técnico nuclear israelí.
- 1955: Joaquín Caparrós, entrenador de fútbol español.
- 1955: Eduardo Ovando, político mexicano.
- 1956: Chris Carter, productor y guionista estadounidense.
- 1956: Oliviero Diliberto, político italiano.
- 1957: Miguel Galván, actor y comediante mexicano (f. 2008).
- 1958: Ana Bertha Espín, actriz mexicana.
- 1959: Massimo Bonini, futbolista sanmarinense.
- 1959: Marie Osmond, actriz y cantante estadounidense.
- 1959: Denny Tamaki, político japonés.
- 1959: Atilio Veronelli, comediante, actor y director teatral argentino (f. 2025).
- 1960: Joey Belladonna, músico estadounidense, de la banda Anthrax.
- 1961: Doc Rivers, baloncestista y entrenador estadounidense.
- 1962: Kelly Preston, actriz estadounidense (f. 2020).
- 1962: Jerry Rice, jugador estadounidense de fútbol americano.
- 1964: Douglas Emhoff, abogado estadounidense.
- 1964: Christopher Judge, actor estadounidense.
- 1964: Nie Haisheng, astronauta chino.
- 1965: Johan Museeuw, ciclista belga.
- 1967: Trevor Hoffman, beisbolista estadounidense.
- 1967: Javier Sotomayor, atleta cubano.
- 1967: Kate Walsh, actriz estadounidense.
- 1968: Carlos Marín, cantante lírico y productor español (f. 2021).
- 1969: Federico Beligoy, árbitro argentino.
- 1969: Horacio Cabak, conductor de televisión argentino.

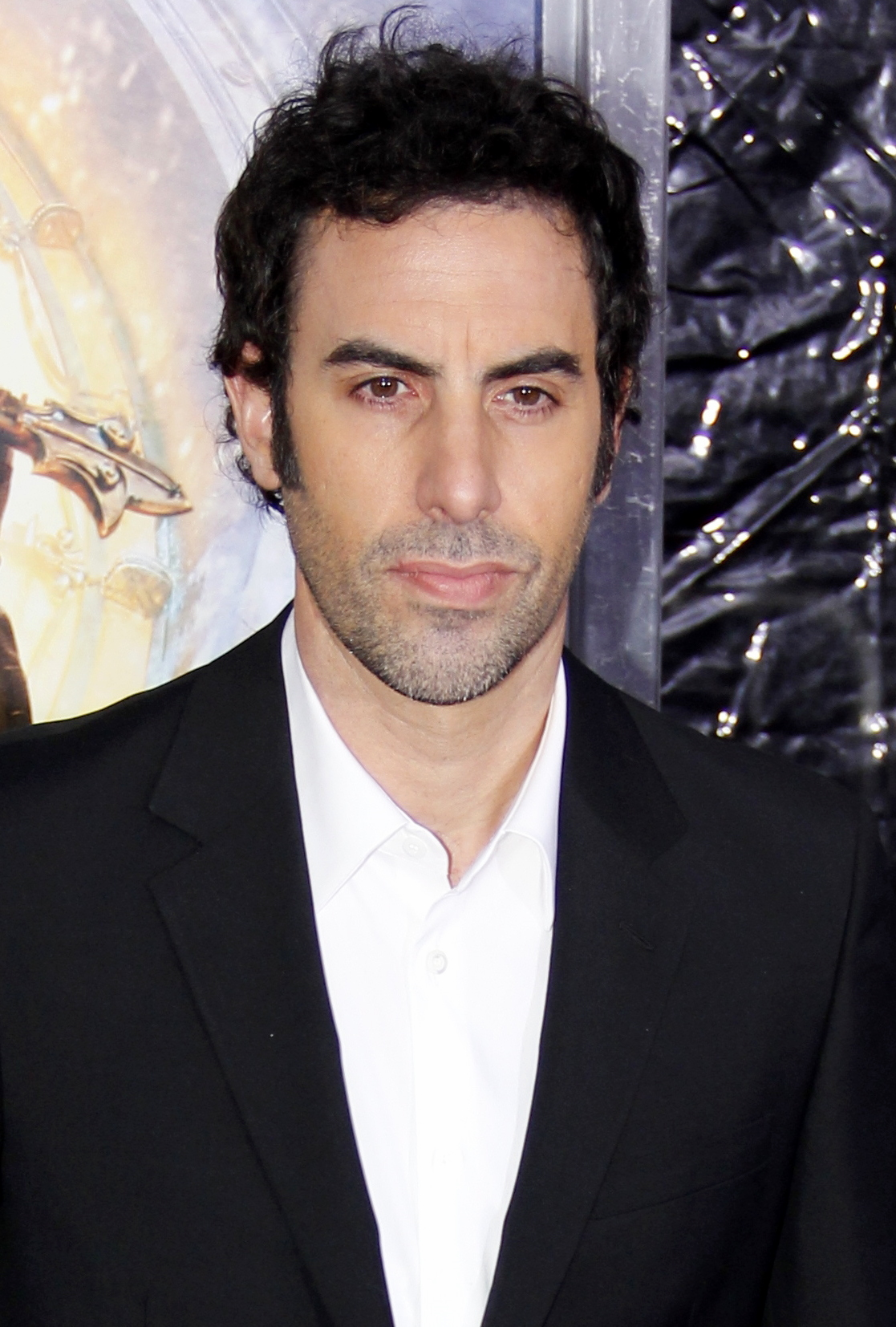
Sacha Baron Cohen

- 1971: Sacha Baron Cohen, humorista, guionista y actor británico.
- 1971: Johanna Lind, modelo y conductora de televisión sueca.
- 1971: Luis Tosar, actor español.
- 1973: Fernando Aboitiz, político mexicano.
- 1974: Alina Simone, cantante, compositora y escritora estadounidense.
- 1974: Joseph Utsler, rapero estadounidense, de la banda Insane Clown Posse.
- 1977: Antonio Di Natale, futbolista italiano.
- 1977: Paul Pierce, baloncestista estadounidense.

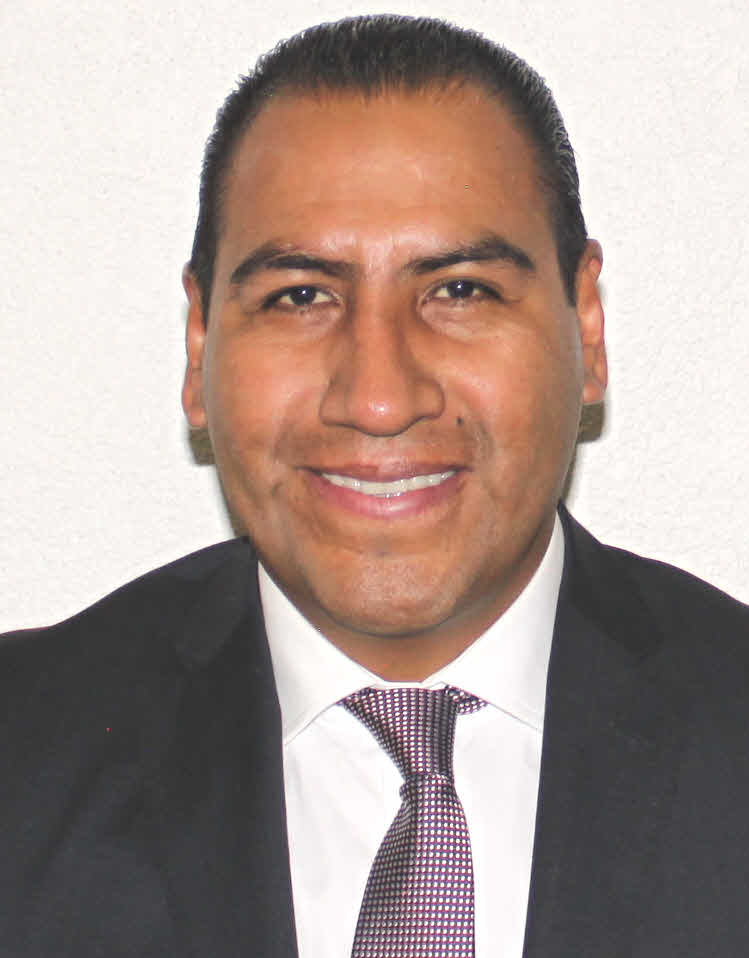
Eduardo Ramírez Aguilar

- 1977: Eduardo Ramírez Aguilar, político mexicano, gobernador de Chiapas desde 2024.
- 1977: Kiele Sánchez, actriz estadounidense.
- 1978: Jermaine O'Neal, baloncestista estadounidense.
- 1979: Wes Brown, futbolista británico.
- 1980: Ashanti, cantante estadounidense.
- 1980: David Haye, boxeador británico.
- 1980: Jon Micah Sumrall, vocalista estadounidense, de la banda Kutless.
- 1981: Kele Okereke, vocalista y guitarrista, de la banda Bloc Party.
- 1982: Ian Thorpe, nadador australiano.
- 1985: India Martínez, artista española.
- 1986: Gabriel Agbonlahor, futbolista británico.
- 1987: Samantha Fonseca, política y activista por los derechos trans mexicana (f. 2024).
- 1989: Alexandria Ocasio-Cortez, política estadounidense.
- 1990: Florian Munteanu, actor, modelo y boxeador alemán.
- 1990: Filip Kiss, futbolista eslovaco.
- 1990: Adrián Sardinero, futbolista español.
- 1991: Diego Domínguez, actor y cantante español.
- 1992: Guillermo Andrés López, futbolista español.
- 1995: Park Ji-min, miembro de la banda surcoreana BTS.
- 1995: Gethin Jones, futbolista australiano.
- 1997: Wi Jong-sim, futbolista norcoreana.
- 1997: Hussein Sharafeddine, futbolista libanés.
- 1999: Denzil Smith, futbolista trinitense.
- 2000: Sergio Carreira, futbolista español.
- 2000: Christian Martínez Díaz, futbolista español.
- 2000: Ángel Baena, futbolista español.
- 2000: Demba Diallo, futbolista maliense.
- 2001: Caleb McLaughlin, actor estadounidense.
- 2001: Hákon Rafn Valdimarsson, futbolista islandés.
- 2002: Ibou Badji, baloncestista senegalés.
- 2003: Korbin Albert, futbolista estadounidense.

## Fallecimientos
- 54: Claudio, emperador romano entre el 41 y el 54 (n. 10 a. C.).
- 996: Abu Mansur Nizar al-Aziz Billah, califa fatimí (n. 955).
- 1282: Nichiren Daishōnin, monje budista japonés (n. 1222).
- 1560: Luisa Sigea, poetisa y humanista española (n. ca. 1522).
- 1688: Pedro de Mena, escultor español (n. 1628).
- 1715: Nicolás Malebranche, filósofo y teólogo francés (n. 1638).
- 1815: Joaquín Murat, mariscal francés y rey de Nápoles entre 1808 y 1815 (n. 1767).
- 1822: Antonio Canova, escultor italiano (n. 1757).
- 1825: Maximiliano I, rey bávaro (n. 1756).
- 1828: Vincenzo Monti, poeta italiano (n. 1754).
- 1852: John Lloyd Stephens, explorador, escritor y diplomático estadounidense (n. 1805).
- 1853: Luis López Ballesteros, militar y político español (n. 1782).
- 1865: Amadeo Jacques, educador argentino (n. 1813).
- 1869: Charles Augustin Sainte-Beuve, crítico y literato francés (n. 1804).
- 1879: Henry Charles Carey, economista estadounidense (n. 1793).
- 1909: Francisco Ferrer Guardia, pedagogo anarquista español (n. 1859).
- 1912: Evaristo Carriego, escritor y poeta argentino (n. 1883).
- 1914: Alfred Marsh, anarcocomunista inglés (n. 1858).
- 1919: Carlos Coriolano Amador Fernández, abogado y empresario colombiano (n. 1835).
- 1928: María Fiódorovna Románova, emperatriz rusa, madre del zar Nicolás II, y abuela de Anastasia (n. 1847).
- 1938: Elzie Crisler Segar, historietista estadounidense, creador de Popeye (n. 1894).
- 1941: Isabel Lete Landa, religiosa española (n. 1913).
- 1945: Milton S. Hershey, empresario estadounidense (n. 1857).
- 1955: Manuel Ávila Camacho, político mexicano, presidente entre 1940 y 1946 (n. 1897).
- 1955: Alexandrina Maria da Costa, mística salesiana portuguesa (n. 1904).
- 1959: Xu Yun, maestro budista zen (n. 1840).
- 1961: Dun Karm Psaila, poeta y sacerdote maltés, autor del L-Innu Malti, himno nacional de Malta (n. 1871).
- 1961: Louis Rwagasore, líder nacionalista y primer ministro de Burundi (n. 1932).
- 1966: Clifton Webb, actor estadounidense (n. 1889).
- 1968: Roberto Montenegro, pintor, litógrafo y escenógrafo mexicano (n. 1887).
- 1974: Josef Krips, director de orquesta y músico austriaco (n. 1902).
- 1974: Ed Sullivan, presentador de televisión estadounidense (n. 1901).
- 1980: Beto Fernán, cantautor argentino (n. 1946).
- 1981: Antonio Berni, pintor argentino (n. 1905).
- 1983: Ignacio Núñez Soler, anarquista paraguayo (n. 1891).
- 1985: Francesca Bertini, actriz italiana (n. 1892).
- 1986: Andrew Bembel, escultor bielorruso (n. 1905).
- 1987: Walter Brattain, físico estadounidense (n. 1902).
- 1989: Fred Agabashian, piloto de automovilismo estadounidense (n. 1913).
- 1991: Agustín Rodríguez Sahagún, político español (n. 1932).
- 1991: Daniel Oduber Quirós, 37.º presidente de Costa Rica (n. 1921).
- 1992: Carlos Parrilla, actor y humorista argentino (n. 1962).
- 1993: Luis Alberto Solari, pintor uruguayo (n. 1918).
- 1996: Beryl Reid, actriz británica (n. 1919).
- 1996: Pavel Soloviev, ingeniero soviético, constructor de motores para la aviación (n. 1917).
- 1997: Albert Dérozier, hispanista francés (n. 1933).
- 1997: Joan Rafart i Roldán, autor de historietas español (n. 1928).
- 1997: José María Aguirre Larraona, ertzaina español (n. 1962).
- 1999: Michael Hartnett, poeta irlandés (n. 1941).

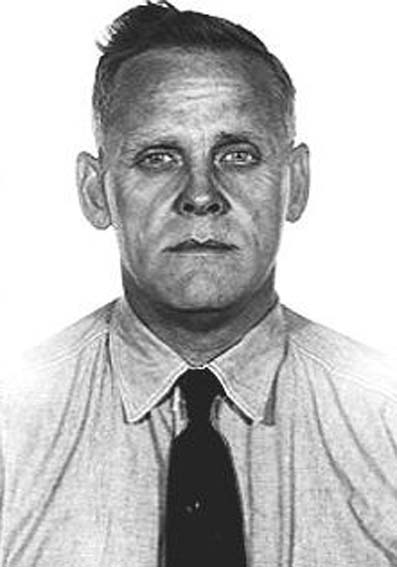
Gus Hall (1910-2000) tras su detención en 1954.

- 2000: Gus Hall, político comunista estadounidense (n. 1910).
- 2000: Jean Peters, actriz estadounidense (n. 1926).
- 2001: Walter Hanisch, jesuita e historiador chileno (n. 1916).
- 2001: José Capmany, músico costarricense (n. 1961).
- 2002: Stephen Ambrose, historiador estadounidense (n. 1936).
- 2003: Bertram Neville Brockhouse, físico canadiense, premio nobel de física en 1994 (n. 1918).
- 2003: Carlos Olmos, escritor y dramaturgo mexicano (n. 1947).
- 2007: Bob Denard, mercenario francés (n. 1929).
- 2007: Andrée de Jongh, enfermera y partisana belga (n. 1917).
- 2008: Guillaume Depardieu, actor francés (n. 1971).
- 2009: Al Martino, músico estadounidense (n. 1927).
- 2010: Juan Carlos Arteche, futbolista español (n. 1957).
- 2011: Barbara Kent, actriz canadiense (n. 1907).
- 2013: Olga Aróseva, actriz rusa (n. 1925).
- 2013: George Herbig, astrónomo estadounidense (n. 1920).
- 2014: Antonio Cafiero, político argentino (n. 1922).
- 2014: Pontus Segerström, futbolista sueco (n. 1981).

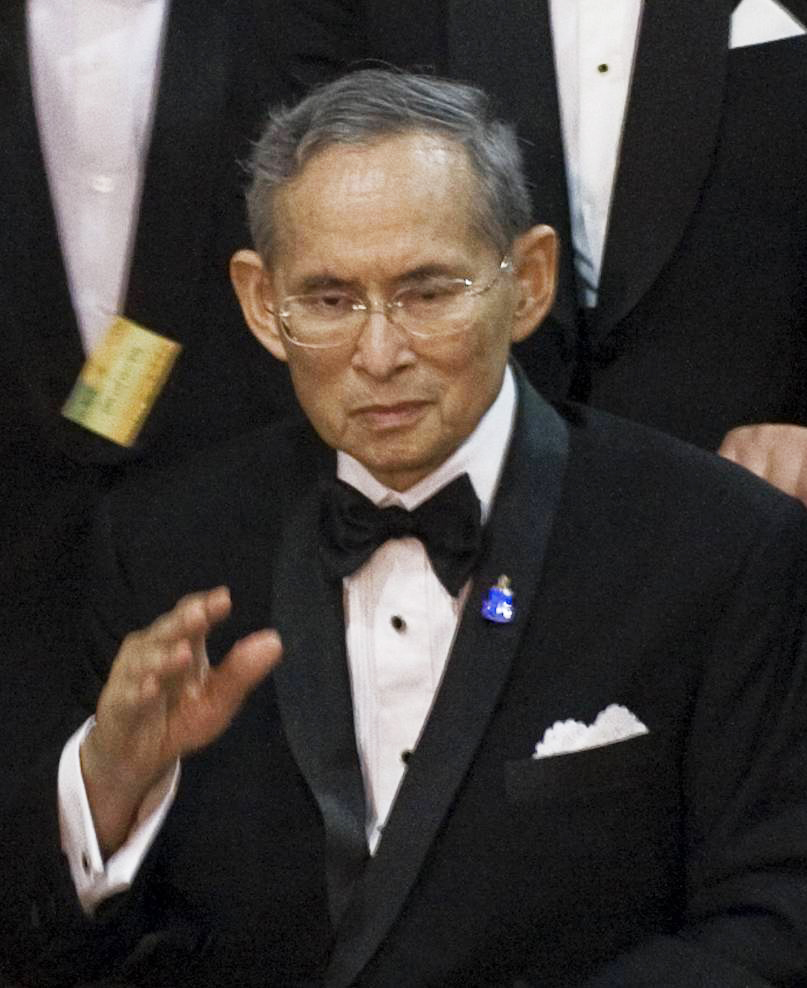
Bhumibol Adulyadej

- 2016: Bhumibol Adulyadej, rey de Tailandia entre 1946 y 2016 (n. 1927).
- 2016: Darío Fo, escritor de teatro italiano, premio nobel de literatura en 1997 (n. 1926).
- 2017: Albert Zafy, político malgache, presidente de Madagascar entre 1993 y 1996 (n. 1927).
- 2019: Charles Jencks, arquitecto paisajista e historiador de la arquitectura estadounidense (n. 1939).
- 2020: Arysteides Turpana, poeta panameño (n. 1943).
- 2021: Viktor Briujánov, arquitecto y diseñador ucraniano (n. 1935)
- 2023: Hubert Reeves, astrofísico franco-canadiense (n. 1932).
- 2023: Louise Glück, escritora estadounidense, premio nobel de literatura de 2020 (n. 1943).
- 2023: Murad Abu Murad, militar palestino (n. 1978).
- 2024: Mayra Gómez Kemp, presentadora de televisión cubana (n. 1948).

## Celebraciones
- Día Internacional para la Reducción de los Desastres.[5]

- Día Mundial de la Trombosis.[6]Una de las enfermedades más comunes y mortales de occidente y también una de las menos conocidas.

- Día Mundial del Maní o Cacahuate.[7]El cacahuate, caguate, cacahuete o maní, es una semilla comestible de la planta Arachis hypogaea, leguminosa que proviene de América del Sur.

- Día Internacional del Lenguaje Claro.[8]El 13 de octubre de 2010 Barack Obama, entonces Presidente de Estados Unidos, firmó la «Plain Writing Act» (Acta de escritura simple) que obligaba a los entes administrativos federales a incorporar esta metodología en la redacción de los textos del Gobierno Federal. Luego se tomaría esa fecha para celebrar este día, ahora como internacional.[9]

- Día Sin Sujetador-No Bra Day.[10]También conocido como Día Sin Corpiño. Esta fecha tiene una connotación muy significativa, ya que es una propuesta dirigida a las mujeres a no usar sujetador durante este día, como una manera de concientizar a la población femenina a nivel mundial sobre el cáncer de mama.
El sostén, también llamado sujetador (en España y Perú), ajustador (en Cuba), corpiño (alrededor de Argentina), sutién (en Uruguay), o brasier (en Colombia, Venezuela y México).

- Día Internacional de Ponerse Traje.[11]Cada 13 de octubre millones de personas en todo el mundo, hombres y mujeres, se visten de gala con un traje sobrio y elegante para celebrar por este día. Surgió en un episodio de la serie de televisión estadounidense «How I Met Your Mother» (Cómo conocí a tu madre en Hispanoamérica y Cómo conocí a vuestra madre en España), en el cual hacían una clara referencia a que debería existir un día como este.

 Por países
(Por orden alfabético)
- Argentina:
  - Día del Psicólogo.[12]Homenaje y reconocimiento a los psicólogos y profesionales que dedican su vida a la ayuda de sus pacientes con problemas. Se celebra desde octubre de 1974 que tuvo lugar el Primer Encuentro Nacional de Psicólogos y Estudiantes de Psicología en Córdoba. Argentina es uno de los países del mundo con más profesionales de este rubro: se estima que existe alrededor de uno por cada mil habitantes.[13]

- Azerbaiyán:
  - Día del Ferrocarril de Azerbaiyán.

- Bolivia:
  - Día del Abogado.[14]Celebración del día de San Eduardo, quien es el patrono de los abogados en Bolivia.

- Burundi: 
  - Día de Rwagasore. Paso a la inmortalidad del nacionalista Louis Rwagasore.

- Cuba: 
  - Día del Trabajador Azucarero.
  - Día del Trabajador Bancario.

- Estados Unidos:
  - Día Nacional de Entrenar tu Cerebro.
(en inglés: Train Your Brain Day).
  - Día Nacional Sin Sujetador.
(en inglés: No Bra Day). Para concientizar a la población femenina sobre el cáncer de mama.

- Japón: 
  - Doi taikomatsuri, festival para desear buena cosecha (del 13 al 15 de octubre).

- Polonia:
  - Día del Paramédico.

- Tailandia:
  - Día de la Policía Nacional.

### Santoral católico
- Santa Chelidonia de Abruzzo.
- San Eduardo III el confesor.

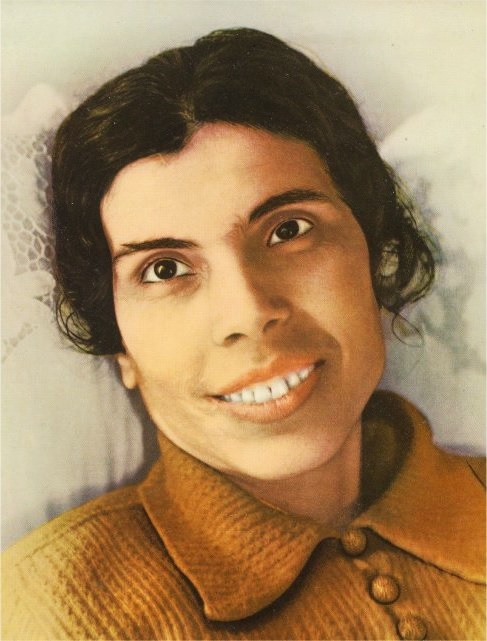
Retrato de la Beata Alexandrina de Balazar en una estampa de oración.

- Santos Fausto de Córdoba y compañeros
- San Florencio de Tesalónica.
- San Geraldo de Cierges.
- San Leobono de Salagnac.
- San Lubencio de Kobern.
- San Rómulo de Génova.
- San Simberto de Augsburgo.
- San Teófilo de Antioquía.
- San Venancio de Tours.
- Beata Alejandrina María da Costa.[15](imagen ilustrativa).
- Beata Magdalena Panattieri.
- San Fausto Labrador.

 Por países
(Por orden alfabético)
- España:
  - Tenerife (Islas Canarias): Aniversario de la Coronación Canónica de Nuestra Señora de la Candelaria (Patrona de Canarias), coronada canónicamente el 13 de octubre de 1889.[16]

- Perú:
  - Día del Señor Cautivo de Ayabaca.